# Połomia (Tarnowskie Góry)
Pour les articles homonymes, voir Połomia.
Połomia est une localité polonaise de la gmina de Tworóg, située dans le powiat de Tarnowskie Góry en voïvodie de Silésie.